# سنجدك (جلغة بهاباد)
سنجدك (بالفارسية: سنجدک) هي قرية تقع في إيران في قسم جلغة الريفي. يقدر عدد سكانها بـ 99 نسمة بحسب إحصاء 2016.